# Wannabe
《Wannabe》是英国女子组合辣妹合唱團的首张单曲，于1996年6月26日发行。该歌曲由辣妹合唱團、马特·罗伊（Matt Rowe）和理查德·“比夫”·斯坦纳德（Richard "Biff" Stannard）共同创作，并由罗伊和斯坦纳德制作，收录于辣妹合唱团于1996年11月发行的首张专辑《Spice》中。《Wannabe》是一首舞蹈流行歌曲，歌曲中媚兒碧和潔芮·哈利維爾有说唱部分。歌词强调女性友谊比异性恋关系更重要，成为了女性赋权的象征，也是辣妹合唱团“女孩力量”理念的最具代表性的歌曲。歌曲创作和录制速度很快，但结果被唱片公司认为平淡无奇，随后由戴夫·韦（Dave Way）进行混音。辣妹合唱团对结果并不满意，最终由马克·“斯派克”·斯坦特（Mark "Spike" Stent）再次混音。
《Wannabe》得到了大力推广，其音樂錄影帶由约翰·卡米茨（Johan Camitz）导演，在英国有线电视网The Box上取得了成功，引起了媒体对该组合的关注。随后，歌曲在英国各地频繁播放，辣妹合唱团也在电视上表演，并开始接受采访和为青少年杂志拍照。
为了响应这一波兴趣，维京唱片在1996年6月将该歌曲作为辣妹合唱团在日本的首支单曲发行，并于次月在英国发行，远早于计划中的《Spice》专辑的发行。该歌曲在英國單曲排行榜上连续七周位居榜首，并获得英国唱片业协会（BPI）四白金认证。1997年1月在美国发行，连续四周登上告示牌百大單曲榜榜首，这是该组合在美国唯一一首登顶的单曲。到1996年底，《Wannabe》在22个国家登顶，到1997年3月，这一数字增加到37个国家。
尽管评论褒贬不一，《Wannabe》在1997年仍然获得艾弗·诺韦洛奖最佳英国创作单曲奖和全英音樂獎英国年度单曲奖。《Wannabe》成为销量最高的女团单曲，截至2017年在英国销售1,385,211张，截至2014年在美国销售2,910,000张，截至1997年底全球销量超过700万张。2014年的一项研究发现，这首歌是过去60年中最具辨识度的流行歌曲。2021年，为庆祝该单曲发行25周年，推出了EP《Wannabe 25》。

## 创作与灵感
辣妹合唱团与斯坦纳德和罗伊合作创作的第一首歌叫《Feed Your Love》，这是一首慢节奏的靈魂樂，已录制并为组合的首张专辑做了母带处理。但由于歌词对目标受众来说过于露骨，最终未被采用。随后组合提出创作一首具有流行舞曲快节奏的歌曲。罗伊在他的MPC3000鼓机上设置了一个鼓循环，其快速节奏让斯坦纳德想起了电影《油脂》中的场景。斯坦纳德评论说，这首歌唯一预先计划的概念就是，应该代表她们的本质。随后，组合成员各自为歌曲添加了自己的贡献，罗伊回忆道：

她们创造了各种不同的片段，没有考虑到副歌、主歌、桥段（bridge）或这些片段将放在哪里，只是创造了各种反复（chanting）、说唱和演唱的部分，我们就这样断断续续地录制下来，然后再将它们拼接在一起。这有点像我们之前做的舞曲混音工作，有点像一种剪切粘贴的方法。

《Wannabe》在30分钟内便创作完成，主要是因为组合已经提前创作和编排了歌曲的某些部分。布朗形容这是一个“突如其来的创作狂潮”。在录制过程中，布朗和邦顿提出在歌曲结尾处加入一个说唱部分。此时，组合变得高度激励，并将“zigazig-ah”一词融入歌词中。奇瑟姆告诉《告示牌》：“你知道，就是你和朋友在一起玩耍并编造愚蠢的词语的时候？我们当时就在开玩笑，编造了这个愚蠢的词语‘zigazig-ah’。我们在录音室里，这首歌就这样形成了。”

## 录制与制作
虽然《Spice》专辑中的大多数歌曲需要两到三天的录音时间，但《Wannabe》在不到一个小时内即录制完。布朗、邦顿、奇瑟姆和哈利维尔各自分担了独唱部分。亚当斯错过了大部分创作会议，并通过手机与其他成员交流。在自传中，她写道：“我实在无法忍受不在场。无论他们怎么说这不重要，其实很重要。通过电话说‘是的，我喜欢’或‘不确定’和在场是不同的。”她贡献了和聲，并在副歌部分演唱。罗伊整夜工作，早晨就完成了这首歌，唯一要在后来添加的只有布朗跑向麦克风的脚步声。
1995年3月，由于对管理公司不願傾聽她們的願景和想法感到沮喪，组合与“心管理”分道扬镳。女孩们与艺术家经理西蒙·福勒（Simon Fuller）会面，后者将她们签约给19娱乐公司。组合考虑了各种唱片公司，在7月与維京唱片公司签订了合同。维京唱片的高管认为《Wannabe》的原始混音平淡无奇。负责A&R的阿什利·牛顿（Ashley Newton）将这首歌送给美国制作人戴夫·韦进行重新混音，结果并非组合所期望的。正如哈利维尔后来形容的那样：“结果非常糟糕。”她在第二本自传《Just for the Record》中详细描述了这一过程：“在辣妹合唱团的初期……阿什利·牛顿试图把我们变成一个R&B组合……他带来了丛林版和嘻哈混音，我都讨厌。虽然媚兒碧是R&B的大粉丝，可是她也同意这些版本根本行不通，所以我们行使了辣妹的否决权！”福勒将这首歌交给了音频工程师马克·“斯派克”·斯坦特，斯坦特认为这是一首“奇怪的流行歌曲”。斯坦特在六个小时内重新混音，他形容这次混音“紧凑起来”，“让人声听起来真的很好”。

## 结构
《Wannabe》是一首受嘻哈和饒舌影响的流行舞曲。歌曲以B大調创作，采用四四拍，节奏中等，速度为每分钟110拍。歌曲在副歌、合唱和桥段中使用B–D–E–A–A♯作为低音声部，并在主歌中使用F♯–G♯m–E–B的和弦進行。歌曲结构采用主歌-前副歌-副歌形式，并在第三次也是最后一次副歌之前有一个说唱桥段。从音乐上来说，歌曲通过高度切分的合成器重复段和在桥段中突出重复的歌词和节奏来“激发”活力。《Wannabe》展示了一种不同于传统女性演绎的流行情歌，其充满活力的自信风格表达了一种不依赖男性形象的自信独立性。
歌曲以哈利维尔的笑声开场，随后是受《油脂》“夏夜”（Summer Nights）低音声部启发的“难以移除的钢琴音符”。副歌的前几行以布朗和哈利维尔之间的呼应互动方式说唱。词语“tell”“really”和“I wanna”反复出现，使得人声音调和歌词塑造出女性自信的形象。副歌以词语“zigazig-ah”结束，音乐学家希拉·怀特利（Sheila Whiteley）将其与路易斯·卡羅创造的新词相提并论；其他作家则认为它是女性性欲的委婉表达，具有模糊的性暗示或广泛的经济意义。接下来是第一段主歌；奇瑟姆、邦顿、布朗和哈利维尔依次唱了一行。在这一部分中，歌词表现出对局势的务实控制感；以“如果你想要我的未来，就忘记我的过去”（If you want my future, forget my past）开始。根据怀特利的说法，这直接触动了年轻听众的情感。
在副歌期间，歌词“如果你想成为我的情人，你必须先和我的朋友們____”（If you wanna be my lover/You gotta get with my friends）强调了女性友谊的重要性胜过浪漫关系，而上升的和弦组和多重人声创造了一种力量感，增加了歌曲的兴奋感。相同的模式重复，引出第二次副歌。接近结尾时，布朗和哈利维尔说唱桥段，展示了每个女孩的个性。组合最后一次重复副歌，以充满活力的重复短语“Slam your body down and wind it all around”，以及词语“zigazig-ah”结束。

## 发行与推广
在签下组合后，维京唱片为她们的首支单曲发起了一场大规模宣传活动，以将她们推广为引人注目的新组合。关于首支单曲的发行选择有一段时间的犹豫；唱片公司希望这次宣传活动能做好一切准备，因为全女子组合的形式尚未得到验证。组合在布朗和哈利维尔的带领下，坚持首支单曲应该是《Wannabe》，她们认为这首歌是她们个性和女孩力量声明的介绍。维京的高管认为首支单曲应该是《Say You'll Be There》，他们认为这是一首更“酷”的歌曲，或者是《Love Thing》。1996年初，组合和唱片公司之间关于单曲发行的僵局暂时得到解决。3月，福勒宣布他同意维京认为《Wannabe》不应是首支单曲。唱片公司希望一首吸引主流市场的歌曲，而不是被认为太激进的歌曲。哈利维尔震惊且愤怒；她告诉福勒，“对于我们来说，这是不可协商的。《Wannabe》是我们的首支单曲。”福勒和维京的高管让步了，选择这首歌作为她们的首支单曲。
辣妹合唱团的推出契机是1996年5月《Wannabe》音樂錄影帶的发行。它在英国有线电视网络The Box上的快速成功引发了媒体的兴趣，尽管最初对全女子组合的概念有所抵制。同月，她们的首次音乐媒体采访出现在《音乐周刊》（Music Week）、《Top of the Pops》和《Smash Hits》上，她们的首次现场电视节目在LWT的《Surprise Surprise》上播出。錄影帶发行一个月后，这首歌在英国主要电台上频繁播放，而组合也开始出现在电视上，主要是在儿童节目上，如《Live & Kicking》，并为青少年杂志进行采访和拍照。1996年7月的《Smash Hits》杂志上刊登了一则整版广告：“需要：任何有趣、自由和冒险精神的人。准备好，女孩力量即将到来。”组合还出现在《This Morning with Richard and Judy》电视节目中，并在伯明翰的Radio One巡回演出中进行了演唱。
《Wannabe》在日本于1996年6月26日以加大CD格式首次发行。在英国，这首歌于1996年7月8日以两种单曲版本发行。第一种版本，有标准CD單曲和磁带单曲两种格式，收录了电台编辑版、Motiv 8 Vocal Slam Mix混音版和B面歌曲《Bumper to Bumper》。组合与保罗·威尔逊（Paul Wilson）和安迪·沃特金斯（Andy Watkins）——以Absolute著称的创制二人组，以及英国歌手兼词曲作家凯茜·丹尼斯（Cathy Dennis）共同创作了《Bumper to Bumper》。第二种版本，于7月15日以加大單曲格式发行，收录电台编辑版、伴奏版、Motiv 8 Dub Slam Remix混音版和戴夫·韦的另一混音版。这种版本附带折叠式明信片内页和贴纸盒。
在英国发行后的几周内，组合开始了国外的宣传访问。她们进行了三次日本之行，还短暂造访了德国和荷兰。在前往远东的旅行中，她们造访了香港、泰国和韩国。1997年1月，她们前往北美进行宣传活动，维京唱片（美国）总裁菲尔·夸塔拉罗（Phil Quartararo）形容这次活动“绝对庞大”。在加拿大，组合接受了报纸和电台采访，出现在《Hit List》和《MusiquePlus》等电视节目中，還在蒙特利尔的HMV Megastore签名售书。在美国访问期间，组合会见了有影响力的电台节目主持人、电视网络和杂志社。此外，音樂錄影帶還被MTV频繁播放。